# اندیس کرومیت ده ریش ایرندگان
کرومیت ده ریش ایرندگان یک اندیس فلزی است که در حوالی شهر ایران شهر استان سیستان و بلوچستان قرار دارد و مادهٔ معدنی موجود در آن، کرومیت است.سنگ میزبان این اندیس پریدوتیتهای تکتونیزه و آلتره است و دیرینگی آن به دوران کرتاسه بالایی می‌رسد. 